# 天主教底特律總教區
天主教底特律總教區（拉丁語：Archidiocesis Detroitensis）是美國一個羅馬天主教教省總教區，也是該國三十二個總教區之一。教座位於底特律。
範圍包括密西根州東南部六個縣，並轄六個教區。2000年起又接手開曼群島自治傳教區的牧民工作。
總教區於2009年時有教友1,434,622人和273個堂區，2006年有694名司鐸。
現任總主教為愛德華·魏森伯格，輔理主教為阿爾圖羅·塞佩達、傑弗瑞·M·蒙福頓、陸思道和羅勃·J·菲舍，榮休總主教為亞當·梅達樞機和易瀾·H·韋立仁。
底特律於1701年開教，先後歸屬魁北克總教區、巴爾的摩總教區和辛辛那提總教區。
教區於1833年3月8日設立，1937年8月3日升為總教區。